# Boopis bupleuroides
Boopis bupleuroides är en calyceraväxtart som först beskrevs av Christian Friedrich Lessing, och fick sitt nu gällande namn av C. A. Muell. Boopis bupleuroides ingår i släktet Boopis och familjen calyceraväxter. Inga underarter finns listade i Catalogue of Life.

## Bildgalleri

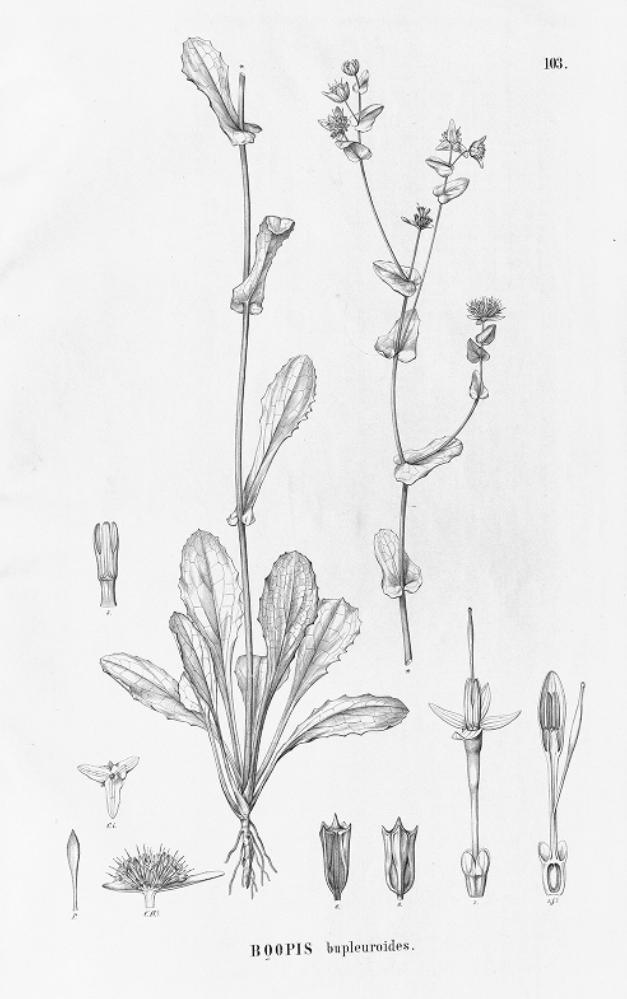